# Pétfürdő
Pétfürdő é uma vila da Hungria, situada no condado de Veszprém. Tem 17,32 km² de área e sua população em 2019 foi estimada em 4.745 habitantes.